# Малюковский
Малюковский — посёлок в Гусь-Хрустальном районе Владимирской области России, входит в состав Купреевского сельского поселения.

## География
Посёлок расположен на правом берегу реки Колпь в 6 км на юг от центра поселения Купреево, в 59 км на юго-восток от райцентра Гусь-Хрустального.

## История
Посёлок основан после Великой Отечественной войны в составе Колпского сельсовета, с 2005 году — в составе Купреевского сельского поселения. Раньше назывался посёлок Молюково. Входил в колхоз Буревестник

## Население
| 2002 | 2010 | 2021 |
| ---- | ---- | ---- |
| 23   | ↘4   | ↗5   |